# Abu'l-Fawaris Ahmad ibn Ali
Abu'l-Fawaris Ahmad ibn Ali est le dernier souverain de la dynastie autonome des Ikhchidides, qui régna sur l'Égypte, la Syrie et le Hedjaz de 968 à 969. Cependant, étant enfant, il n'exerça pas de véritable pouvoir, étant d'abord sous la tutelle du vizir Ja'far ibn al-Furat, puis de son oncle al-Hasan ibn Ubayd Allah ibn Tughj. Son règne prend fin avec la conquête de l'Égypte par les Fatimides à l'été 969.

## Origines et jeunesse
Ahmad est le fils du troisième souverain ikhshidide, Abu'l-Hasan Ali ibn al-Ikhshid, et petit-fils du fondateur de la dynastie, Muhammad ibn Tughj al-Ikhshid. À la mort de son père Ali en janvier 966, il n'avait que dix ans ; par conséquent, le puissant Abu al-Misk Kafur, qui avait longtemps été le dirigeant virtuel de l'État, prit lui-même les rênes du pouvoir.

## Accession et chute du pouvoir

### Accession
Ahmad monta sur le trône après la mort de Kafur en avril 968, mais la situation en Égypte était critique : le vizir Ja'far ibn al-Furat tenta de contrôler le gouvernement, mais ne disposait d'aucun appui extérieur à la bureaucratie ; des agents fatimides semèrent des troubles parmi les Bédouins ; l'armée était divisée en factions antagonistes (les Ikhshidiyya, recrutées par Muhammad al-Ikhshid, les Kafuriyya, recrutées par Kafur, et les Saqaliba ou Rum, soldats esclaves européens/byzantins) ; le trésor était vide en raison d'une série de crues du Nil qui avaient provoqué une famine. 

### Régence de al-Hasan ibn Ubayd Allah
Finalement, Ibn al-Furat fut renversé par l'oncle d'Ahmad, al-Hasan ibn Ubayd Allah ibn Tughj, gouverneur de Palestine. Hasan s'empara de Fostat à l'automne 968 et s'installa comme régent. Sur les pièces frappées à cette époque, le nom d'Hasan précédait même celui d'Ahmad, le souverain nominal. Cependant, après seulement trois mois, al-Hasan remplaça Ibn al-Furat par son secrétaire particulier, al-Hasan ibn Jabir al-Rayahi, lui confia le gouvernement de l'Égypte et retourna en Palestine.

### Chute de la dynastie
Peu après, les Fatimides, profitant des troubles au sein du régime ikhshidide, lancèrent une invasion sous le commandement de Jawhar al-Siqilli. En juin 969, l'armée fatimide se tenait devant Fostat. Après l'échec des troupes ikhshidides dans une ultime tentative pour arrêter les Fatimides, la ville, et l'Égypte avec elle, se rendirent. Ahmad fut fait prisonnier, mettant ainsi fin à la dynastie ikhshidide, bien que les derniers loyalistes ikhshidides sous son oncle conservèrent le contrôle de la partie sud de la Syrie jusqu'à leur défaite par les Fatimides au printemps 970. 

## Mort
Selon l'historien al-Farghani, relayé par Ibn Khallikan, Ahmad mourut le 13 juillet 987.

## Sources
- Jere L. Bacharach, Islamic History Through Coins: An Analysis and Catalogue of Tenth-century Ikhshidid Coinage, Cairo, American University in Cairo, 2006 (ISBN 9774249305, lire en ligne)
- Modèle:The Cambridge History of Egypt
- Michael Brett, The Rise of the Fatimids: The World of the Mediterranean and the Middle East in the Fourth Century of the Hijra, Tenth Century CE, vol. 30, Leiden, BRILL, coll. « The Medieval Mediterranean », 2001 (ISBN 9004117415, lire en ligne)
- Modèle:The Prophet and the Age of the Caliphates
- (en) William McGuckin de Slane, Ibn Khallikan's Biographical Dictionary, translated from the Arabic by Bn. William McGuckin de Slane, vol. III, Paris, Oriental translation fund of Great Britain and Ireland, 1868 (lire en ligne)